# 화순도곡중학교
화순도곡중학교(和順道谷中學校)는 대한민국 전라남도 화순군 도곡면 천암리에 있는 공립 중학교이다.

## 학교 연혁
- 1951년 3월 10일 : 사립 도곡고등공민학교 개교
- 1956년 3월 1일 : 사립 도곡고등공민학교 인가
- 1971년 1월 16일 : 공립 화순도곡중학교 인가
- 1971년 3월 11일 : 개교
- 2022년 3월 1일 : 제19대 정은정 교장 부임
- 2025년 1월 9일 : 제52회 졸업식(총 졸업생수 4,333명)

## 참고 자료
- 화순도곡중학교 - 한국교육학술정보원 학교알리미